# Ali Mathlouthi
Pour les articles homonymes, voir Mathlouthi.
Ali-Azouz Mathlouthi est un footballeur franco-tunisien né le 22 avril 1987 à Saint-Denis (France).

## Biographie
Ali Mathlouthi commence sa carrière au Besançon RC, club de sa ville, avant de rejoindre le Racing Club de Strasbourg à l'âge de 18 ans. En deux années passées au centre de formation de Strasbourg, il gagne notamment la Coupe Gambardella en 2006, et signe son premier contrat professionnel l'année suivante.
À Strasbourg, il n'arrive pas à s'imposer et le club alsacien le prête à Châteauroux lors de la saison 2007-2008. Revenu à Strasbourg, il y reste six mois en Alsace avant de retourner en prêt au club espagnol de Racing Club de Ferrol durant les six derniers mois de la saison.
Lorsqu'il revient, un nouveau prêt l'attend à Arles-Avignon en 2009. Censé aider le club provençal à se maintenir, il participe finalement grandement à la montée du club dans l'élite, en inscrivant notamment un but décisif le 30 avril 2009 lors de la 35e journée de Ligue 2 à la 90e minute.
En 2010, il retourne chez son club formateur qui vient d'être relégué en national. Pour son premier match en national, il inscrit un but contre l'AS Cannes, le score final sera de 3 buts partout. En août de la même année, il est courtisé par Reims, jeune promu de Ligue 2, mais décide de continuer l'aventure strasbourgeoise en national. Le 20 mai 2011, à l'issue du dernier match de la saison à la Meinau, en pleurs, il tient à remercier le RC Strasbourg et les supporters. En fin de contrat, son départ ne fait plus le moindre doute en raison de la situation du club et de l'intérêt de nombreux clubs. Il finit la saison meilleur buteur Strasbourgeois, et cinquième meilleur buteur de National avec 13 buts à son compteur, mais ne peut toutefois pas aider son club à atteindre la troisième place synonyme de montée en Ligue 2, le club alsacien finissant 4e (mais sera finalement relégué administrativement en CFA 2).
Bien qu'ayant reçu des offres de la part de club de première division comme le Bétis Séville ou l'AS Saint-Étienne, il annonce le 29 mai sur son compte facebook personne qu'il a signé dans un autre Racing, celui de Lens. Le transfert sera officialisé par le club sang et or le 7 juin 2011, qui annonce que Mathlouthi a signé un contrat de deux ans assorti d'une année supplémentaire en cas de remontée en Ligue 1.
Le 2 juillet 2011, lors d'un match amical contre le KV Courtrai, entré en cours de jeu, il inscrit le seul et unique but du match de la tête. Il s'agit de son premier but sous ses nouvelles couleurs et du premier but du Racing Club de Lens de la saison 2011-2012
Le 14 juillet 2011, lors du tournoi de Saint-Quentin face à l'AJ Auxerre, entré en cours de jeu, il inscrit le seul et unique but du match en reprenant un centre de Serge Aurier d'une reprise de volée au bout du temps additionnel. Il permet ainsi d'ajouter un second but à son compteur et à Lens de se qualifier pour la finale du tournoi face à Lierse SK.
Après une saison décevante où il ne rentre pas souvent dans les plans de Jean-Louis Garcia, l'attaquant s'engage pour trois ans au Club Africain après avoir effectué plusieurs essais. Après plus d'un an sans jouer en Tunisie où il souffre également d'un différend financier avec son club, le FC Mulhouse lui offre l'occasion de se relancer en France en CFA en janvier 2014. Lors du mercato d'été 2014, il fait part de son envie de rejoindre Fréjus Saint-Raphaël à l'échelon supérieur mais reste finalement au club. Après avoir échoué à monter au terme de la saison 2014-2015, il ne prolonge pas avec Mulhouse dans l'optique d'intégrer une équipe de National. Mi-septembre 2015, il est mis à l'essai par le SR Colmar.

## Palmarès
- Vainqueur - Coupe Gambardella en 2006 (RC Strasbourg)
- Vainqueur - Coupe d'Alsace en 2006 (RC Strasbourg)

## Statistiques
Dernière modification effectuée le 13 juillet 2011.
| Club                       | Saison    | Division                | Championnat national | Championnat national | Coupes nationales | Coupes nationales | Total  | Total |
| Club                       | Saison    | Division                | Matchs               | Buts                 | Matchs            | Buts              | Matchs | Buts  |
| -------------------------- | --------- | ----------------------- | -------------------- | -------------------- | ----------------- | ----------------- | ------ | ----- |
| RC Strasbourg              | 2006-2007 | Ligue 2 (D2)            | 22                   | 1                    | 0                 | 0                 | 22     | 1     |
| RC Strasbourg              | 2007-2008 | Ligue 1 (D1)            | 3                    | 0                    | 0                 | 0                 | 3      | 0     |
| LB Châteauroux (p.)        | 2007-2008 | Ligue 2 (D2)            | 25                   | 4                    | 0                 | 0                 | 25     | 4     |
| RC Strasbourg              | 2008-2009 | Ligue 2 (D2)            | 4                    | 0                    | 1                 | 0                 | 5      | 0     |
| Racing Club de Ferrol (p.) | 2008-2009 | Segunda Division B (D3) | 17                   | 4                    | 0                 | 0                 | 17     | 4     |
| AC Arles-Avignon (p.)      | 2009-2010 | Ligue 2 (D2)            | 21                   | 1                    | 0                 | 0                 | 21     | 1     |
| RC Strasbourg              | 2010-2011 | National (D3)           | 33                   | 13                   | 5                 | 3                 | 38     | 16    |
| RC Lens                    | 2011-2012 | Ligue 2 (D2)            | 12                   | 0                    | 0                 | 0                 | 12     | 0     |
| Total                      | Total     | Total                   | 137                  | 23                   | 6                 | 1                 | 143    | 24    |